# Werner Thomas
Werner Thomas est un accordéoniste suisse né en septembre 1929.
Il a composé la chanson communément appelée La Danse des canards alors qu’il travaillait comme musicien de restaurant à Davos, dans les années 1960.